# Ram River (North Saskatchewan River)
Der Ram River ist ein etwa 120 km langer rechter Nebenfluss des North Saskatchewan River im Westen der kanadischen Provinz Alberta.

## Flusslauf
Der Ram River wird vom Ram-River-Gletscher in den kanadischen Rocky Mountains auf einer Höhe von etwa 2350 m gespeist. Er fließt in überwiegend nordöstlicher Richtung durch das Gebirge. Bei Flusskilometer 83 durchschneidet der Ram River einen Gebirgskamm und erreicht das Hügelland östlich der Rocky Mountains. Bei Flusskilometer 72 befindet sich der Wasserfall Ram Falls (⊙). Dieser liegt innerhalb des Ram Falls Provincial Parks. Der Alberta Highway 40 kreuzt oberhalb des Wasserfalls den Flusslauf. Im Unterlauf fließt der Ram River in überwiegend nordöstlicher Richtung. Bei Flusskilometer 36 trifft der North Ram River linksseitig auf den Ram River. Dieser setzt seinen Kurs fort und mündet schließlich 33 km westlich von Rocky Mountain House in den North Saskatchewan River.

## Hydrologie
Der Ram River entwässert ein Areal von etwa 1850 km². Der mittlere Abfluss (MQ) am Pegel 05DC006, 1,8 km oberhalb der Mündung gelegen, beträgt 15 m³/s. Der größte monatliche mittlere Abfluss tritt im Juni mit 48,2 m³/s auf, die niedrigsten in den Monaten Januar bis März mit etwa 3,5 m³/s.

## Namensgebung
Der Fluss erschien erstmals als Ram Rivulet auf der Landkarte von David Thompson aus dem Jahr 1814.
Der Flussname leitet sich vom englischen Begriff ram für männliches Dickhornschaf ab.

## North Ram River
Der North Ram River ist ein linker Nebenfluss des Ram River. Er hat sein Quellgebiet 3 km südlich des Mount Bramwell auf einer Höhe von etwa 2280 m. Er fließt anfangs in Richtung Nordnordwest. Der Farley Lake befindet sich westlich des Oberlaufs. Der North Ram River wendet sich nach etwa 7 km nach Nordosten und schließlich nach Osten und durchschneidet dabei einen Gebirgskamm. Im Anschluss fließt der North Ram River nach Nordosten. Bei Flusskilometer 55 durchschneidet er erneut einen Gebirgskamm und erreicht die Hügelregion östlich der Rocky Mountains. Bei Flusskilometer 32 kreuzt der Alberta Highway 40 den Flusslauf. Anschließend wendet sich der North Ram River nach Osten und trifft schließlich auf den Ram River.